# Iglesia del Salvador y Santo Domingo de Silos (Córdoba)
La Real Iglesia del Salvador y Santo Domingo de Silos y el Colegio de Santa Catalina de Córdoba (España) fueron concebidos como una sola entidad y constituyen un conjunto de edificaciones en torno al que se conforma la trama urbana de la ciudad. Fue construido por la Compañía de Jesús en el siglo XVI.

## Historia

### Historia de la actual Fábrica
La Compañía de Jesús se funda en 1540 por el papa Paulo III, casi tres lustros después de su aprobación, la Compañía de Jesús establece en Córdoba su primera casa en Andalucía mediante la fundación del Colegio de Santa Catalina.
La fundación del colegio hay que situarla dentro del contexto de desarrollo demográfico, económico, social y cultural que experimenta la ciudad de Córdoba, fundamentalmente en la segunda mitad del siglo XVI. 
En la fundación del colegio de los jesuitas es decisiva la ayuda prestada por Catalina Fernández de Córdoba, marquesa de Priego; su apoyo está motivado por el ingreso en 1552 de su hijo Antonio de Córdoba, hasta entonces canónigo de la catedral de Córdoba, en la Compañía de Jesús, dónde, en la etapa de noviciado en Oñate, coincide la idea de abrir en Córdoba la primera casa de la Compañía de Jesús en Andalucía.
Las obras de colegio comenzaron en 1555 y terminaron en 1604. El edificio del colegio se conservó íntegro hasta finales del siglo XVII, cuando debido a su estado ruinoso, se decide construir uno nuevo que comienza a levantarse en 1701. De esa fecha datan el patio y las habitaciones que lo rodean, así como la magnífica escalera barroca, de tipo imperial, realizada en mármoles polícromos y cubierta por una gran cúpula semiesférica de yeserías. 
Las trazas se vincularon tradicionalmente en un principio a Bartolomé de Bustamante, encargado de realizar todas las obras de los padres jesuitas en España. Pero ahora se atribuye con más firmeza a Hernán Ruiz II, dada su similitud con la iglesia de la Anunciación en la ciudad hispalense, así como con la correspondencia del diseño de los casetones y la planta de la iglesia con la de su tratado Manuscrito de la arquitectura. 
Según señalan los padres Roa y Santibáñez, la iglesia comenzó a construirse en 1565. Igualmente en un escrito mandado por Juan de Córdoba a San Francisco de Borja, fechado en el mes de diciembre de ese año, se menciona el inicio de la iglesia y su posible terminación en el plazo de tres años.
También en 1565, el padre Zárate, futuro rector del colegio, propone a San Francisco de Borja la construcción de capillas funerarias en el templo para costear su edificación. Respecto a la iglesia indica que la obra avanza:
«La obra de la iglesia va muy adelante, cuios muros no se han visto tales en muchos años... que las gentes se admiran quan profundos van...»
Sin embargo, la edificación pasaría por períodos de inactividad debido a la falta de recursos económicos. En 1566 vuelve de Roma el padre Bustamante, siendo nombrado visitador de la provincia de Andalucía, y por lo tanto encargado de las obras de construcción de la Orden. Pero durante el lapso de tiempo que estuvo fuera de España, el padre Diego de Avellaneda cambió las trazas dadas por Bustamante, concibiendo la iglesia de una sola nave.
Entre 1568 y 1569 la construcción de la iglesia sufrió un paro por falta de recursos económicos. Para 1572 existe constancia de la actividad constructiva en el templo, según se desprende de la descripción del padre Juan Legaz ya que «casi están subidas las paredes todo lo que an de subir». Y el padre Polanco añade que «va la iglesia en tan buenos términos, que de ahí a tres meses se podrá comenzar la bóveda».
En 1574, los Jesuitas solicitan autorización al municipio para traer carretas de piedra. El arquitecto italiano José Valeriani llega a Córdoba para inspeccionar las obras y 1579 escribe sobre el estado de la construcción del templo:
« [...] la iglesia que hazen es de tres géneros de fábrica. Las paredes son de tierra, las rafas son de ladrillo, pilares y puertas de piedra, pero los pilares tienen poca ligación con la fábrica, particularmente los del crucero [...] en suma es la obra de poca firmeza... (me mostraron) algunos debuxos [...] que los avia hecho el hermano Villalpando [...]yo le mostré el servicio que se podía hacer [...] y la obra mejorada. Tiene esta iglesia dos otras cosas que remediar, la una en el choro y la otra es una portada con pedestales y columnas dobles, la qual costará mucho...»
El padre Juárez, visitador de los jesuitas, en una carta dirigida a San Francisco de Borja el 17 de mayo de 1580, también se refiere a la iglesia:
«Sólo el edificio de la iglesia, que se va habiendo es perpetuo y bien proporcionado; lo más de ello es de buen ladrillo...»
En este mismo año se comienza a construir la bóveda. Un año después se concluye la torre de campanas y el reloj. Para 1585 la iglesia se encuentra techada y tiene terminada la portada principal, diseñada por Francisco de Villalpando. Dos años después, el hermano Pedro Pérez trabaja como superintendente de la obra, en la que interviene también el hermano Juan de Carvajal.
El 12 de enero de 1589 tiene lugar la bendición del templo con una solemne ceremonia religiosa presidida por el prelado de la diócesis don Francisco Pacheco de Córdoba.
Sin embargo el 21 de septiembre de 1589 cae, tras una tormenta, la torre de campanas y del reloj, erigiéndose la actual espadaña. En 1594 se levanta el retablo mayor con pinturas de Pablo de Céspedes, sustituido posteriormente. En el siglo XVII se erigen dos retablos que han llegado hasta nuestros días: el de San Ignacio de Loyola, realizado en 1640 por Lope de Medina Chirinos, y el de San Francisco Javier, labrado en 1686 por Francisco Ruiz de Paniagua.
Ya en el siglo XVIII, la expulsión de los jesuitas a manos de Carlos III, supone la unificación en 1782 de la Parroquia de Santo Domingo de Silos y la del Salvador bajo una misma entidad en el edificio de la Compañía, con el nombre de Parroquia del Salvador y Santo Domingo de Silos.
Más tarde a mediados del siglo XIX se une la capilla de la Anunciación del colegio contiguo, a la iglesia, por medio del hueco del retablo de San Ignacio, la cual pasa a llamarse capilla del Sagrario.

### Historia de la actual Parroquia

#### Año 1782: Fundación de la actual Parroquia
La Real Parroquia del Salvador y Santo Domingo de Silos, vulgo de la Compañía, es el fruto de la unificación de dos parroquias fernandinas datadas del siglo XIII. Estas parroquias iniciales eran la desaparecida Parroquia del Salvador (Salvatoris mundi), ubicada según fuentes en las proximidades de la confluencia de las actuales calles Alfonso XIII y Capitulares; y la Parroquia de Santo Domingo de Silos, sede del actual Archivo Histórico Provincial, y ubicado en la Plaza de la Compañía frente al colegio de las Reales Escuelas Pías.

#### SigloXVIII
En 1767, con la Pragmática Sanción de Carlos III, se procede a la expulsión de los jesuitas de todos los territorios de la Corona Española. Ya en el mismo año Campomanes le ruega al obispo de Córdoba que en virtud del decreto indicado en la Pragmática Sanción, le remita un informe referente al uso o destino del templo de Santa Catalina y el colegio homónimo. El prelado contesta que prontamente sería resuelta la demanda, hecho que no ocurrió, puesto que pasado medio año el obispo no había satisfecho la demanda. Ante la ausencia de respuesta por parte del obispo de Córdoba, el 26 de agosto de 1769 Carlos III emite una Real Cédula en la que manda trasladar al templo de Santa Catalina las parroquias cercanas del Salvador y Santo Domingo de Silos, cediendo el edificio de la primera a las religiosas del Espíritu Santo y la segunda enajenándola y guardándosela para uso público. En el mismo documento que se conserva en el archivo parroquial, dispone que se respeten los enterramientos, capellanías y fundaciones, que habían de mantenerse ahora en el nuevo templo parroquial pero, ahora sometido al nuevo patronato real que sobre la nueva parroquia el monarca había erigido, por ello manda colocar el escudo real sobre la puerta principal y ordena que la nueva parroquia se intitule como "Real Iglesia Parroquial del Salvador y Santo Domingo de Silos". Para recalcar la necesaria protección real sobre estas decisiones ante la inacción del obispado, se le obliga al prelado a entregar copia autentificada de la dicha Real Cédula. No obstante, aunque las disposiciones sobre el templo se habían solucionado por voluntad regia, el hecho no se vio consumado hasta 13 años después, ocurriendo el 16 de diciembre de 1782 con el traslado del Santísimo Sacramento en procesión hasta el actual templo, quedando constancia de la misma en los libros de cabildos de los beneficiados de dichas parroquias, y en el libro primero de bautismos de la nueva parroquia fusionada. 

#### sigloXIX
Durante el siglo XIX hay pocos hechos destacables, pues durante este siglo no se realizan obras de gran envergadura ni se realizan cambios o añadidos significativos.
La guerra de Independencia, al contrario de lo que sucedió con otras de la ciudad, no significó pérdidas o destrozos para la fábrica parroquial, sino que ayudó a aumentar el grueso de bienes de esta, pues como se conserva en los libros de fábrica del archivo histórico parroquial, en el año 1813, y a raíz de la reducción de órdenes religiosas por los Decretos de Chamartín, el cura obrero de la iglesia compra el órgano de las iglesias conventuales de San Agustín y los Padres de Gracia (Trinitarios) y la sillería del coro de la primera para acoger al clero parroquial (bienes no conservados y del que se desconoce su paradero o destino). En el libro de fábrica se recoge textualmente:
" Declara el presente obrero con juramento en forma según su estado y se acredita desu libro de asiento y delos quatro folios que acompañan señalados con el nº de esta partida, que habiéndose trasladado a la dicha Ygª Parroql para su uso y propiedad en ella, el órgano que había enel Convento de Trinitarios Descalzos desta Ciudad, y parte del uno de los dos que había enel Convento de Sn Agustín, con losque, y el que había en la dicha Ygª Parroql que era malísimo, se arreglaron los órganos, habiendo gastado en su traslación, arreglo y reconocimieto de peritos, y demas que expresaron los dichos folios con interbencion del Rector dela citada Ygª Parroql, tres mil trescientos ochenta y dos rs. de vellón, que se abonan por aora, y sin perjuicio delo quese determine en la aprobación."
De la sillería se cita:
"Asi mismo consta del libro del citado Obrero y de la relación que acompaña señalada con el nº de esta partida que habiéndose trasladado desde el Convento de Sn Agustín ala dicha Ygª Parroql la sillería de coro de aquel para su colocación en esta, (...) tubo de costo quinientos diez y ocho rs. quince mrs de vn, losque pagó el presente Obrero, de cuia cantidad se hace abobo por aora, y sin perjuicio deloque se determine enla aprobación."
A mediados de este siglo se traslada a esta iglesia la Hermandad del Santo Sepulcro desde la iglesia conventual del Carmen de Puerta Nueva, debido a la exclaustración de esta orden el año 1835.
En el año 1853 se lleva a cabo una importante actuación sobre la fábrica parroquial, se suprime el hueco interior del retablo de San Ignacio para abrir la portada de la capilla de Sagrario y se eliminan las pinturas murales al oro que decoraban el interior, al igual que se enlosa el suelo con losas de cerámica hidráulica.
En el año 1865 se realizan obras de ampliación del presbiterio de la iglesia y se le coloca la verja de bronce. Encargó la obra el rector de la iglesia el Rvdo. Don Antonio Charguero y Román al maestro de obras Rafael de Luque y Fuentes, remodelación que costó 33.228 reales con 69 céntimos. La realización de la verja corrió a manos de José del Castillo, trabajo por el que percibió la cantidad de 19.712 reales.

#### SigloXX
En el año 1936, siendo párroco D. José Torres, se llevan a cabo obras de reforma y restauración en el templo y edificios anexos tras los daños sufridos por los bombardeos del bando republicano durante la guerra civil española sobre la ciudad de Córdoba en el mes de agosto, tal y como se recoge en el libro de cuentas de fábrica del mismo año. En esta intervención se remozan las bóvedas, se reconstruyen los tejados de la capilla del Sagrario, la torre y las cubiertas de la casa rectoral. Las obras las dirige D. Ángel Arranz Gallego, y se traen de Sevilla las ventanas de cristal emplomado que perviven en la actualidad y que venían a sustituir las perdidas en esos días.
Tras la celebración del Concilio Vaticano II, a finales de los años 60 se procedió a reformar el interior de la iglesia de acuerdo con las nuevas corrientes conciliares. Esto supuso una irrecuperable pérdida de gran parte del patrimonio artístico, pues se procedió a retirar el colosal manifestador (que ha perdurado hasta nuestros días como retablo de Nuestra Señora del Desconsuelo) que presidía el centro del retablo mayor, así como gran parte de los utensilios litúrgicos usados por el vetus ordo.
A partir de los años 80 la parroquia comienza un período de letargo, que la lleva a un estado de conservación deplorable, como la pérdida del enlucido de paramentos y bóvedas, y el desplome del ático del retablo mayor el 18 de julio de 1996, que sucedió sin causar grandes destrozos.

#### SigloXXI
El 17 de diciembre de 2002 se firma el convenio de colaboración entre la Consejería de Cultura de la Junta de Andalucía, el obispado de Córdoba y Cajasur para la restauración de la iglesia por un importe de 884.965,46 euros. En el mes de febrero de 2003 comienzan las obras de restauración de la iglesia por la empresa Construcciones Ros Zapata S.A., siguiendo el proyecto elaborado por los arquitectos Marian Martínez Celma y Fernando Osorio García. Las obras finalizan en el mes de junio del siguiente año. 
El día 28 de junio de 2004 se celebra la inauguración civil del edificio en un acto en el que participan el Excmo. y Rvdmo. Sr. D. Juan José Asenjo Pelegrina, Obispo de Córdoba, la Excma, Sra. Dª. Rosario Torres Ruiz, Consejera de Cultura de la Junta de Andalucía, el Excmo. Sr. D. Miguel Castillejo Gorraiz, Presidente de Cajasur, y el Rvdo. Sr. D. Juan Moreno Gutiérrez, párroco del Salvador y Santo Domingo de Silos.
El día 2 de julio el templo se reanuda el culto en la iglesia con la celebración de una Eucaristía, presidida por D. Juan José Asenjo Pelegrina.

## Descripción

### Fábrica de la iglesia

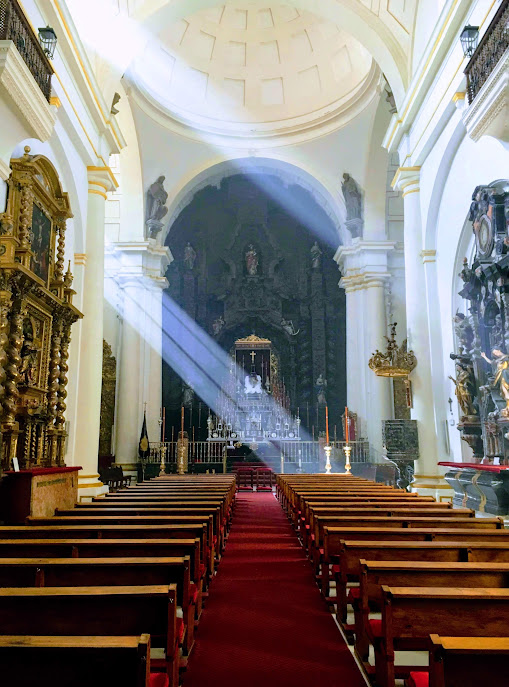
Nave Principal De la Iglesia del Salvador y Santo Domingo de Silos de Córdoba

La iglesia, de estilo netamente manierista, o en palabras de Ramírez de Arellano, grecorromana, tiene planta de cruz latina, con tres tramos de bóvedas y crucero poco desarrollado. Los muros están levantados siguiendo la técnica del aparejo toledano, con hileras de ladrillos alternados con mampostería, y desde 2004 revocados. La techumbre se cubre con bóvedas vaídas de casetones, separados por arcos fajones de medio punto en piedra y sustentados sobre pilastras semicirculares de orden toscano. Durante una intervención menor de mantenimiento realizada en marzo de 2017, se descubrió que las pilastras se encuentran decoradas con acanaladuras o estrías talladas en la misma piedra, lo que no hace sino corroborar más aún la autoría de Hernán Ruiz II sobre la fábrica y asemejarla a su homóloga sevillana: la iglesia de la Anunciación. El crucero se cierra con una bóveda de ladrillo semiesférica decorada con casetones y terminada en una artística linterna. La cúpula se asienta sobre pechinas (en las que se encuentran los cuatro evangelistas realizados en madera imitando bronce dorado) y sobre cuatro fuertes arcos torales de piedra. Por último, el coro, situado sobre el primer tramo de la nave del templo, avanza desde los pies a la nave, con dos brazos en voladizo.
Los vanos de las ventanas se solucionan con arcos abocinados, también destacamos la bóveda de arista del bajo coro.
La capilla del Sagrario, situada en la cabecera del brazo del evangelio, presenta tres tramos de bóvedas, separadas por arcos fajones que descansan sobre ménsulas planas, el tramo central es una cúpula encamonada semicircular gallonada sobre pechinas y decorada con yeserías, mientras que los dos restantes se cubren con bóvedas de aristas.
El ingreso principal se sitúa a los pies de la iglesia por medio de una portada manierista adintelada en mármol y piedra, se decora con sendas pilastras acanaladas jónicas en las que se apoya un entablamento, se culmina la portada con dos volutas que enmarcan el escudo de los Borbones, obra de Francisco de Villalpando.
Sobre el muro lateral izquierdo de la nave se encuentra una espadaña, de fines del siglo XVI, de dos cuerpos; en el inferior se abren tres arcos de medio punto, en el superior, de forma cúbida y coronado con frontón, otro vano circular.

### Dependencias anexas
- Sacristía vieja: de 1723 y trazada por Francisco Hurtado Izquierdo, se sitúa tras la cabecera del templo adoptando planta rectangular, modulada en cuatro segmentos cubiertos con bóvedas de aristas, y decoradas con artísticas claves doradas. El espacio, muy amplio decora sus paramentos con pilastras y sobrias cornisas de yeserías, creando perfiles arquitectónicos, como vanos a imitación de ventanas. Estos vanos contienen óleos que narran las misiones jesuitas de india y China, así como un óleo del triunfo de la Compañía de Jesús. En el último tramo de la sala se ubica un lavabo de mármoles de diferentes colores, esculpidos y embutidos, teniendo la pila forma de venera. También es de destacar las cajoneras, del siglo XVIII realizadas en madera tallada y profusamente decorada con hojarascas.
- Sacristía nueva: dependencia auxiliar del siglo XVIII, cubierta por dos tramos de bóveda de arista. En un principio era un corredor que unía el claustro del colegio de Santa Catalina con la antigua Sacristía y el presbiterio del templo. Este corredor dejó de tener sentido y uso cuando en la reapertura de la fábrica parroquial en 1782 se separa el uso del colegio del templo. Esta guarda numerosos objetos religiosos y litúrgicos de diversa índole. Entre ellos se destaca un cáliz de Damián de Castro, dos cristos de marfil del siglo XVII, un juego de altar de plata de estilo neoclásico de finales del siglo XVIII (candelabros, sacras, cruz de altar en marfil de principios del XVIII, portapaz, incensario y naveta), varios cálices, dos custodias manieristas, un portaviático de rocalla, un portapaz de plata en su color de Damián de Castro, un relicario con los restos óseos de varios de los apóstoles, etc. En patrimonio textil destacamos tres casullas bordadas (una en oro y dos en plata), del siglo XIX, varios ternos completos de diferentes brocados y colores, un palio de respeto del siglo XIX bordado en oro y sedas y varios paños humerales bordados.

### Bienes Muebles

#### Presbiterio
Retablo mayor: Ocupa todo el frente del presbiterio desde el suelo hasta la bóveda y de pared a pared, obra de Teodosio Sánchez de Rueda, escultor y ensamblador de la ciudad de Córdoba, en el año 1721-1723 . El retablo, barroco, está realizado en madera de cedro tallada y barnizada en tono oscuro. Este se compone de un sotabanco de mármol negro esculpido, encima de este se asienta un banco compuesto de numerosas ménsulas profusamente talladas con motivos vegetales, en este cuerpo advertimos dos esculturas, a la derecha santa Bárbara y a la izquierda san Joaquín, ambas tallas, policromadas y estofadas. Estas ménsulas sostienen las pilastras y columnas del cuerpo superior. El cuerpo principal contiene un gran hueco central coronado por guirnaldas a modo de doselete, a ambos lados de este hay sendas pilastras, escoltadas a cada lado por grandiosas columnas salomónicas muy decoradas con motivos vegetales y numerosos roleos. Por último, en la parte superior, el ático, se divide en tres calles, la central con una hornacina que cobija la escultura, tallada, policromada y estofada de Jesucristo Divino Salvador, y a ambos lados de esta sendos estípites. Las pilastras del cuerpo principal soportan, a la derecha la imagen de santa Catalina (y según otros documentos, la virgen María) y a la izquierda la imagen de san José, ambas talladas, policromadas y estofadas. Por último añadir que todo el grupo escultórico del retablo fue realizado por Pedro Duque Cornejo .
Retablos de Nuestra Señora del Pilar y de San Juan de Ávila: Se tratan de dos retablos gemelos barrocos , que se hallan a la izquierda del presbiterio, el del Pilar, y a la derecha, el de san Juan de Ávila, en los lados de los brazos del crucero que pegan con el altar mayor. Ambos fueron labrados por Teodosio Sánchez de Rueda cerca de 1725, al término de la hechura del retablo del altar mayor. Fueron realizados en madera tallada y dorada, los dos retablos se componen de una hornacina central (con una escultura de plata cincelada y repujada de la virgen del Pilar, el izquierdo, y la otra hornacina se halla cegada por un moderno óleo sobre lienzo de San Juan de Ávila), enmarcada por sendos estípites y a sus lados grandes placas profusamente talladas con roleos y formas vegetales, en el centro de las placas encontramos el anagrama de la Compañía de Jesús. Por último el ático se compone de un alto cuerpo muy tallado que guarda en una gruesa corona vegetal el anagrama del Inmaculado Corazón de María (el del Pilar) y el cordero místico (el de San Juan de Ávila).

#### Nave de la Epístola
Retablo de San Francisco Javier: realizado en 1686 por Francisco Ruiz de Paniagua, en estilo manierista de transición al barroco, siguiendo el diseño del ya realizado retablo de San Ignacio, obra de Lope de Medina Chirinos. Se compone de un cuerpo central a modo de portada-marco adintelada, realizado en madera tallada y dorada, consta de dos columnas de jaspe negro de orden corintio y fuste liso sobre un alto podio, sobre esto se sitúa un entablamento y encima un frontón triangular, decorado en su parte interna con una cartela con el anagrama de la virgen María, y en sus extremos con pináculos terminados en bolas. Dentro de este cuerpo principal se sitúa un sencillo y arquitectónico retablo, también de madera tallada y dorada de tres calles, cuerpo y ático, la calle central contiene una hornacina con la estatua de San Francisco Javier, realizada en madera tallada, policromada y estofada, hay tres hornacinas a ambos lados de este nicho, con distintas esculturas de santos y ángeles de reducido tamaño, el ático, tiene hornacina con una estatua de la fe velada (proveniente del conjunto de las virtudes teologales del retablo del altar mayor), de madera tallada policromada y estofada de Pedro Duque Cornejo. Culmina el ático un sencillo frontón triangular partido.
Retablo de Ntra. Sra. del Socorro: Realizado en estilo barroco por Alonso Gómez de Sandoval en 1755 para la antigua parroquia de Santo Domingo de Silos (Valverde Madrid, 1974, p. 112), y trasladado a su actual emplazamiento en 1782, a causa del cierre al culto de la anteriormente nombrada parroquia. Es un bello y meritado retablo de mármoles polícromos, esculpidos, embutidos y pulidos, se compone la obra de una mesa de altar con forma de talón, encima de esta se advierte en primer término, insertado en un arco mixtilíneo, el manifestador a modo de templete con columnas de fuste liso de orden toscano que sustentan un arquillo de medio punto, todo esto es culminado por una cúpula de bulbo. El banco se compone sencillamente por las ménsulas que sustentan el arcángel San Gabriel (a la izquierda), y el Ángel de la Guarda (a la derecha). El primer cuerpo del cobija un gran nicho con el grupo escultórico tallado en madera y policromado de Ntra. Sra. del Socorro, a ambos lados de la hornacina hay dos parejas de estípites, y en los extremos del retablo dos aparatosas volutas con las ménsulas en que se apoyan las imágenes de los arcángeles San Miguel (a la izquierda), y San Rafael (a la derecha). Por último el ático se asienta sobre el entablamento sustentado por los estípites del cuerpo central, y se decora con un sol con rayos que enmarca la alegoría de la Santísima Trinidad.
Retablo de la Inmaculada Concepción: Procedente de la capilla del mismo nombre de la parroquia de Santo Domingo de Silos, se trata de un sencillo retablo realizado en madera tallada y dorada, decorada con apliques a base de espejos de reducido tamaño e insertados en las oquedades de las rocallas y tornapuntas. Se compone de un banco, totalmente hueco y acristalado que hace las veces de urna al Cristo yacente, obra anónima del siglo XVII trasladada a este lugar desde la iglesia del convento del Carmen Calzado de Puerta Nueva, sita en la ciudad de Córdoba, en la primera década del siglo XIX, y de la que tenemos constancia, hace estación oficial de penitencia desde este templo en 1820. En el primer cuerpo se aprecia una hornacina con la imagen de la Inmaculada Concepción obra de finales del siglo XVII realizada en madera tallada, policromada y estofada, esta hornacina está flanqueada por dos partes cóncavas, y en sus extremos unas ménsulas con las imágenes de reducido tamaño de Santa Ana y San Joaquín. Por último el ático se compone de un cuerpo con hornacina que cobija una estatua de pequeño formato de San Miguel Arcángel.
Retablo de Ntra. Sra. del Desconsuelo: Se trata del antiguo manifestador del altar mayor, realizado por Teodosio Sánchez de Rueda, está policromado, tallado, estofado y dorado, en su interior se guardan tres imágenes de candelero, talladas cara y manos en madera policromada, corresponden a Ntra. Sra. del Desconsuelo (obra de Álvarez Duarte, 1977), María Magdalena y San Juan Evangelista (obras de Miguel Ángel González Jurado, 1995). Las imágenes se visten con telas de terciopelo bordado en oro fino, encajes y brocados.

#### Nave del Evangelio
Antiguo retablo de San Ignacio, actual portada de la capilla del Sagrario o de la Anunciación: Realizado en 1641 por Lope de Medina Chirinos, por el que percibió 600 reales, según nos dice Enrique Garramiola Prieto. Se compone de un cuerpo central a modo de portada-marco adintelada, realizado en madera tallada y dorada, consta de dos columnas de jaspe negro de orden corintio y fuste liso, sobre un alto podio, sobre esto se sitúa un entablamento y encima de este un frontón triangular, decorado en su parte interna con una cartela con el anagrama de la Compañía de Jesús, y en sus extremos con pináculos terminados en bolas. El hueco adintelado ocupado por el antiguo retablo de San Ignacio, es ahora el umbral de paso a la capilla de la Anunciación o del Sagrario.
Retablo de San Bartolomé: Contratado en 1675, por Bartolomé de Mendicutia, se tiene constancia de que fue el primitivo retablo del altar mayor de la parroquia de Santo Domingo de Silos, pero no hay una postura firme ante esto por contar con una serie de variaciones respecto al que se encontraba en dicha iglesia. Está realizado en madera tallada, dorada y policromada en rojo y verde. Costa de un banco que hace de pedestal a cada una de las columnas del cuerpo superior, en el centro se sitúa el manifestador, compuesto de una hornacina con arco de medio punto, flanqueado por columnillas salomónicas, que soportan un frontón partido con forma de volutas. El cuerpo central consta de una hornacina central, con arco de medio punto, con la imagen en madera tallada, policromada y estofada de San Bartolomé. A ambos lados se sitúan sendas parejas de columnas salomónicas, que sostienen un pequeño entablamento, que se decora en su parte superior con unas ánforas. Por último el ático está presidido por un cuadro pintado al óleo sobre lienzo con la escena del calvario, el cuadro se corona con un frontón partido curvo sostenido por una pareja de columnas salomónicas, y dos volutas a ambos lados.
Retablo de Santa Teresa de Jesús: Realizado en el siglo XVIII, de autor anónimo, en madera tallada y dorada, de gran simplicidad compositiva, consta de un único cuerpo con hornacina central donde se ubica la imagen realizada en madera tallada, policromada y estofada de Santa Teresa de Jesús. Encima de la hornacina hay don volutas unidas por su parte convexa, en el vértice superior de la unión, se encuentra un tondo con el anagrama de María y coronado. A ambos lados hay sendos paneles tallados con motivos vegetales, y por encima de estos unos cuadros de pequeño formato pintados al óleo sobre lienzo con: San Jorge a la izquierda y San Ignacio a la derecha. El ático se compone con un cuadro central pintado al óleo sobre lienzo con la reverberación de Santa Teresa de Jesús, cubierto con un doselete del que penden sendos cortinajes.

#### Órgano
Aunque existieron dos órganos colocados en 1813 y hubo otro anterior que se desmanteló, y aún habiendo constancia de sus traslados a la parroquia, también es cierto que no se sabe con certeza en que año se desmontan ni el paradero de ambos.
El actual, construido en el año 1830 por Antonio Otín Calvete, está ubicado al lado de la epístola en el coro alto, se presume que procede del Monasterio de San Jerónimo de Valparaíso de Córdoba. De estilo neoclásico sigue el diseño de otros instrumentos de Otín Calvete conservados en las provincias de Sevilla y Cádiz. Tiene tres castillos siendo mayor el central, con una lenguetería en W en tres filas. Se decora con pilastras estriadas con capiteles corintios dorados, pintado todo en un tono verdoso, y se remata con el escudo de la orden de San Jerónimo.
Posee un solo teclado con una consola tipo ventana con atril. Consta de 51 puntos (C1-d5) con decoración de hueso y ébano, con rombos en los frentes. Los contras tienen la forma de pisas a la francesa, no originales y 12 puntos (C1-H1), enganchadas al manual. Tiene rodillera para el eco, y la disposición de los registros (15 en total) se dispone verticalmente a ambos lados de la ventana del teclado con etiquetas originales.
Su estado general es bueno. Se conserva todo casi íntegro y en su estado original. Además, parece ser el único instrumento de Otín Calvete que haya conservado todos los elementos de la fuellería original, aunque reformada. Aun así, el instrumento no está apto para el uso.